# Hegyfalu
Hegyfalu è un comune dell'Ungheria di 674 abitanti (dati 2001). È situato nella contea di Vas.